# Luis Noah Witte

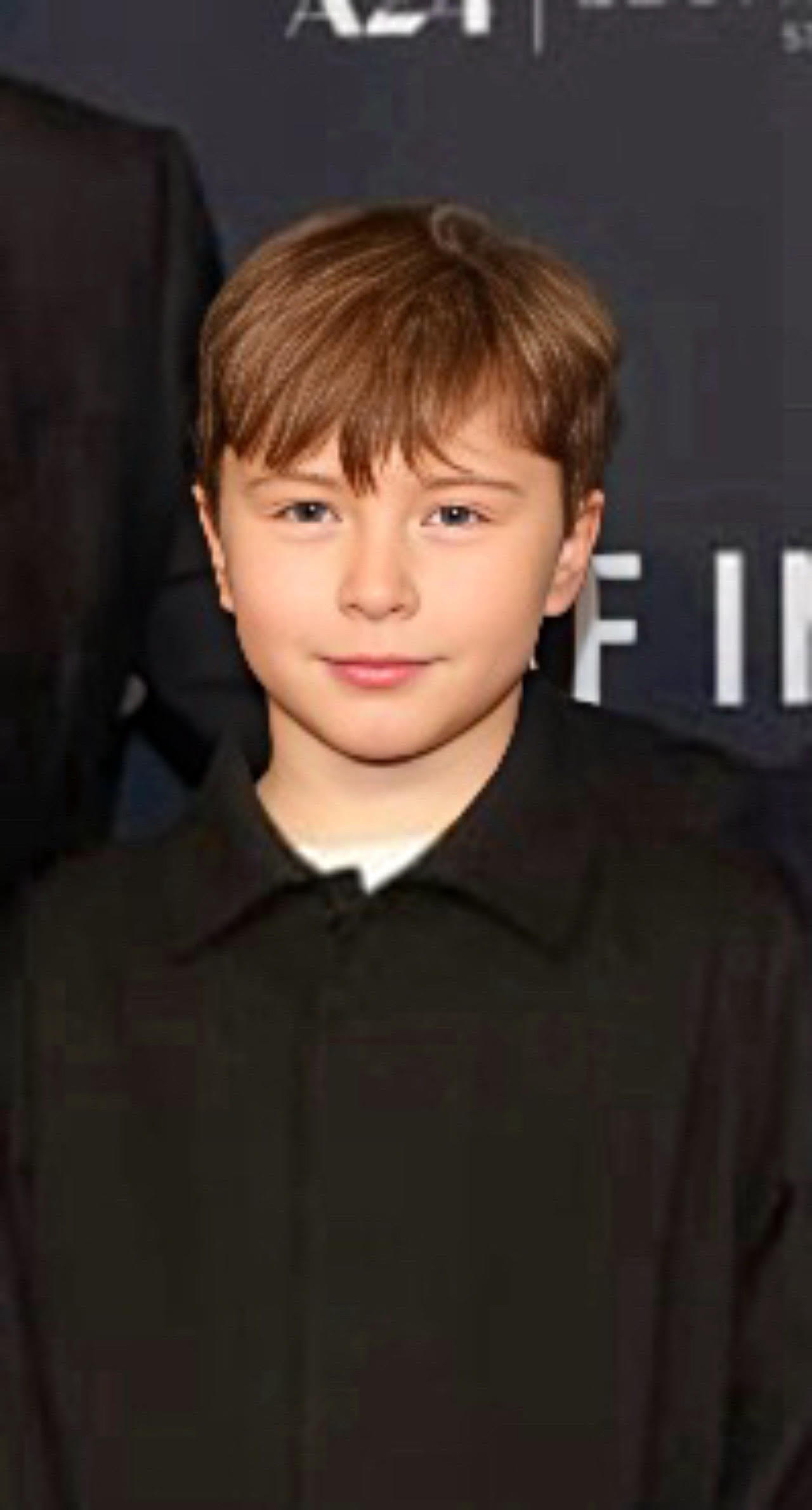
Luis Noah Witte Special Screening The Zone of Interest Premiere Berlin

Luis Noah Witte (* 2014) ist ein deutscher Kinderdarsteller.

## Leben
Im Sommer 2021 bis Januar 2022 drehte er unter der Regie von Jonathan Glazer für den Film The Zone of Interest (2023). Neben Christian Friedel (als Rudolf Höss) und Sandra Hüller (als Hedwig Höss) verkörperte er die Rolle des jüngsten Sohnes der Kommandantenfamilie Hans Höss.
Der Film wurde 2023 bei den Internationalen Filmfestspielen in Cannes uraufgeführt und gewann im Hauptwettbewerb um die Goldene Palme den Großen Preis der Jury (Grand Prix). The Zone of Interest erhielt bei der Oscarverleihung 2024 fünf Nominierungen, unter anderem als Bester Film und Beste internationale Produktion. Die nordamerikanische Premiere fand im September 2023 auf dem Toronto Film Festival statt. Der reguläre Kinostart in Deutschland und Österreich war am 29. Februar 2024.

## Filme
- 2021: The Zone of Interest (Kinofilm)